# Lepidonotus onisciformis
Lepidonotus onisciformis är en ringmaskart som beskrevs av Ehlers 1918. Lepidonotus onisciformis ingår i släktet Lepidonotus och familjen Polynoidae. Inga underarter finns listade i Catalogue of Life.